# Imran Khan

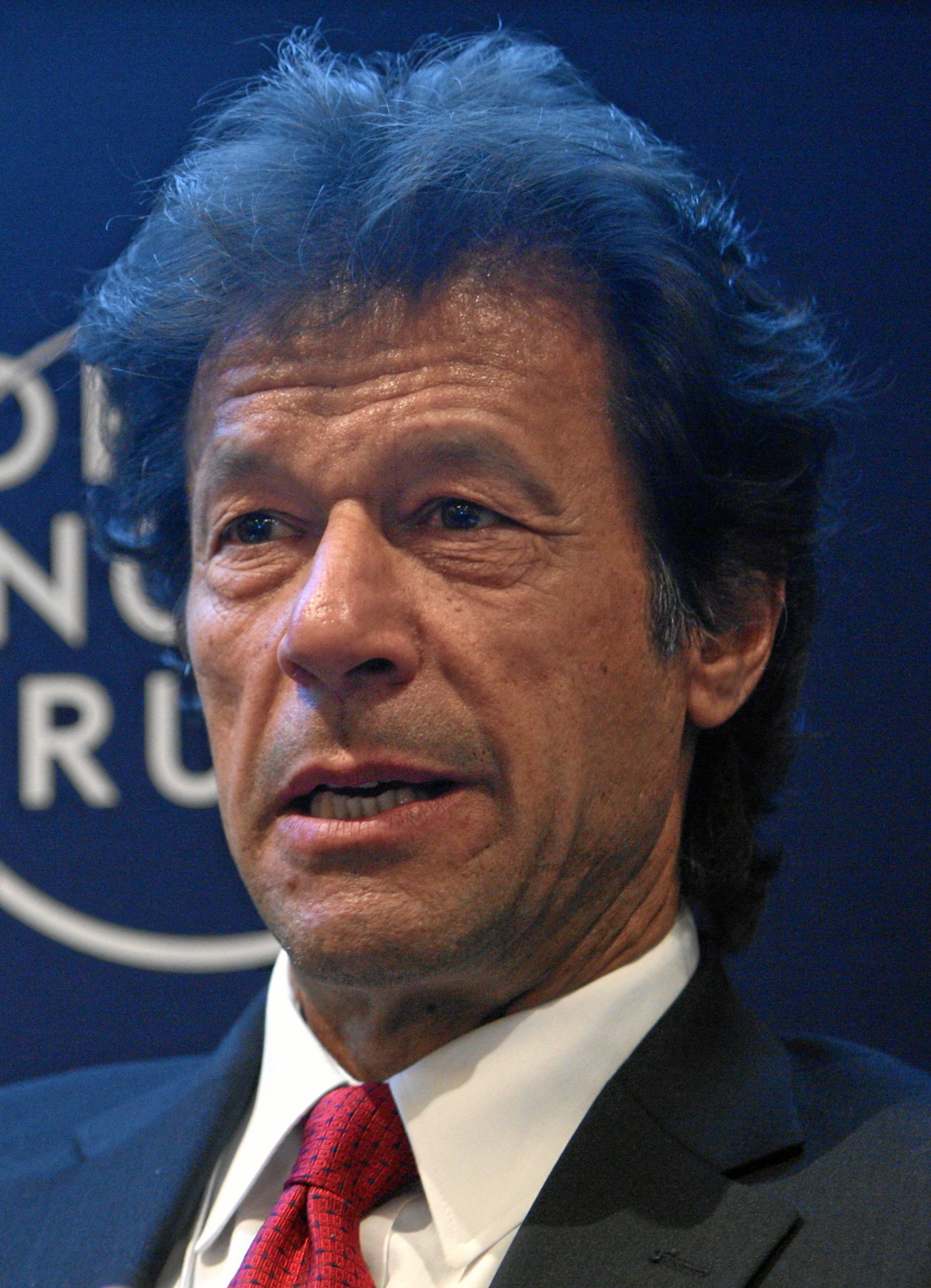
Imran Khan în 2012

Imran Ahmed Khan Niazi (în limba urdu: عمران احمد خان نیازی, născut la  5 octombrie 1952 la Lahore) este un om politic și sportiv pakistanez, fost jucător de cricket pe plan international, care a îndeplinit din august 2018 până în aprilie 2022 funcția de prim ministru al Republicii Islamice Pakistan.
Imran Khan este și președintele partidului Tehreek-e-Insaf (PTI- Mișcarea pentru Justiție). Între anii 2002-2007 și din nou, în 2013-1018, el a fost deputat în Adunarea Națională a Pakistanului. Vreme de două decenii, el a jucat cricket la nivel internațional, și mai târziu s-a dedicat unor proiecte filantropice precum construirea Spitalului Memorial de oncologie Shaukat Khanum   și a Centrului său de cercetare, precum si cel al Colegiului Namal.

## Biografie
Imran Khan s-a născut în 1952 la Lahore, Punjab, într-o familie paștună din clasa de mijloc superioară. 
Tatăl său a fost Ikramullah Khan Niazi, inginer constructor, și Shaukat Khanum, care a murit ulterior de cancer în 1985.
Pe linie paternă, el este descendentul lui Haibat Khan Niazi, care a fost un general al padisahului Indiei, Sher Shah Suri, si guvcernator al Punjabului. Prin mama sa, Imran Khan se trage din maestrul sufit Pir Roshan, poet-oștean, inventator al alfabetului limbii paștu. Familia tatălui său este originară din clanul Niazi, dintr-un subtrib paștun numit Sherman Khel din Mianwali, Punjab, vorbitor de seraiki.
Împreună cu cele patru surori ale sale , Imran Khan a locuit la Lahore, într-un mediu de oameni înstăriți și cultivați.
Una din surorile sale a lucrat la Națiunile Unite, alta este casnică, alta - femeie de afaceri, iar sora cea mică - medic. 
Imran Khan a studiat la Colegiul Aitchison din Lahore, apoi la Royal Grammar School din Worcester, Anglia, iar mai apoi a studiat filosofie,științe politice și economie la Colegiul Keble din Oxford, unde a fost coleg cu Benazir Bhutto.
De la vârsta de 13 ani e a jucat cricket , mai întâi în cadrul colegiului, iar mai apoi în clubul de cricket al districtului Worcestershire. La 18 ani a fost cooptat în echipa națională de cricket a Pakistanului în timpul jocurilor din anul 1971 contra echipei Angliei la Edgbaston, Birmingham. După terminarea studiilor la Oxford, a jucat din nou în Pakistan începând din anul 1976, făcând parte din echipa națională până în 1992. Între anii 1982-1992, cu întreruperi, el a fost căpitanul echipei de cricket a Pakistanului. În 1992 la Cupa Mondiala de Cricket Imran Khan a condus echipa țării sale spre câștigarea prima și unica oară a competiției.  
În 1992 Imran Khan s-a retras din sportul de competiție ca unul din cei mai mari jucători de cricket din istoria Pakistanului.
În total el a realizat in Test cricket 3,807 runs și a luat 362 wickets și s-a clasat printre cei opt jucători de cricket cei mai buni din lume  care au reușit  All-rounder's Triple ]n Test matches.
În 2010 numele săau a fost înscris în ICC Cricket Hall of Fame.

### Activități filantropice
În 1991 el a fondat  în aminiirea mamei sale fondul Shaukat Khanum Memorial Trust, asociație de caritate care a reușit să strângă
25, 000, 000 dolari pentru a finanța clădirea la Lahore a primului și unicului spital oncologic din Pakistan, Centrul spoitalicesc de oncologie Shaukat Khanum, în care 70% din pacienti sunt tratați gratuit. Mai târziu a strâns fonduri pentru un nou spital la Peshawar și pentru o universitate in regiunea rurală a districtului Mianwali.
Imran Khan a rămas un proeminent filantrop, precum și comentator de cricket, a servit între 2005-2014 drept cancelar al Universității Bradford din Anglia și a fost ales membru de onoare al Colegiului Regal al Medicilor din Edinburgh

### Pe scena politică
În aprilie 1996 Imran Khan a întemeiat Pakistan Tehreek-e-Insaf (Mișcarea  Pakistaneză pentru Justiție) , partid politic de centru, al cărui lider a devenit. În octombrie  2002 a candidat prima dată în alegerile parlamentare și a servit apoi ca deputat din partea regiunii Mianwali până în anul 2007.  A fost reales în parlament în alegerile din 2013, când partidul său a devenit al doilea din țară la numărul de voturi primite. El a fost liderul fracțiunii parlamentare a PTI  și a condus al treilea bloc de parlamentari ca mărime în Adunarea Națională între anii 2013-2018. Partidul său a condus o coaliție guvernamentală în provincia de nord-vest Khyber Pakhtunkhwa. 
În alegerile generale din 2018 partidul său a câștigat cel mai mare număr de locuri din parlament, învingând partidul de guvernământ
PML-N. Imran Khan și partidul său au fost în consecință însărcinați să formeze guvernul

### Viața particulară
Imran Khan aparține comunității musulmane ahmadite.
În 1995 s-a căsătorit la Marea Moschee din Paris cu Jemima Goldsmith, fiica lordului evreu britanic Goldsmith. Ei au divorțat în anul 2004 
În 2015 s-a căsătorit a doua oară cu Reham Khan, ziaristă la televiziunea pakistaneză, dar s-au separat curând. În 2018 a oficializat relația cu Bushra Manika, care a devenit a treia sa soție.

## Cărți
- Imran
- All-Round View
- The Warrior Race.
- Pakistan. A Personal History